# Gorzebądz (powiat sławieński)
Gorzebądz – osada w Polsce położona w województwie zachodniopomorskim, w powiecie sławieńskim, w gminie Darłowo w pobliżu trasy linii kolejowej Sławno-Darłowo.
Według danych z 28 września 2009 roku osada miała 16 stałych mieszkańców.
W latach 1975–1998 miejscowość położona była w województwie koszalińskim.